# Botha Sigcau
Botha Manzolwandle Jongilizwe Sigcau (* 1913; † 1. Dezember 1978 in Umtata) war traditionelles Oberhaupt (Paramount chief) von East Pondoland und von 1976 bis 1978 der erste Präsident des Homelands Transkei. Er gehörte den amaPondo an, die zum Volk der Xhosa gehören.

## Leben
Seine Tochter war die Politikerin Stella Sigcau, seine Söhne waren Mpondombini Sigcau und Ntsikayezwe Sigcau.
Botha Sigcau war Absolvent der Universität Fort Hare. Er war Mitglied der Transkei National Independence Party.
1939 bestellte die Regierung von Barry Hertzog Botha Sigcau zum Nachfolger seines älteren verstorbenen Halbbruders Inkosi Enkhulu Mandlonke Sigcau zum Paramount Chief, wobei Bothas älterer Bruder Nelson Sigcau in der Erbfolge übergangen wurde. Botha Sigcau erhielt dieses Amt von der Apartheid-Behörde Regional Tribal Authority. Dies führte zusätzlich zu der übergangenen Erbfolge zu Konflikten.
Sigcau war ein früher Verfechter einer Bantu-Obrigkeit in der Transkei, was im Einklang mit dem Herrschaftsmodell des Apartheidregimes stand und von diesem gefördert wurde. Deshalb wurde er zum Vorsitzenden der Transkei Territorial Authority bestellt.
Er starb an einem Herzinfarkt.
| Vorgänger | Amt                                                                    | Nachfolger                   |
| --------- | ---------------------------------------------------------------------- | ---------------------------- |
| —         | Präsident des Homelands Transkei 26. Oktober 1976 bis 1. Dezember 1978 | Januar 1979 Kaiser Matanzima |